# 김종률
김종률(金鍾律, 1962년 12월 25일 ~ 2013년 8월 12일)은 대한민국 정치인이자 법조인 출신의 전 국회의원이다.

## 약력
- 충북 음성군 금왕읍 출생
- 용천국민학교 졸업
- 무극중학교 졸업
- 청주신흥고등학교 졸업
- 서울대학교 법과대학 법학 학사
- 서울대학교 대학원 법학 석사

## 경력
- 제35회 사법시험 합격, 사법연수원 제25기 수료
- 법무법인 춘추 대표변호사
- 민주사회를 위한 변호사 모임 회원, 인권의원
- 단국대학교 법과대학 교수, 사법시험 위원

## 의정활동

### 17대
- 2004년 5월 ~ 2008년 5월 제17대 열린우리당 국회의원(충북 음성,진천,괴산,증평)
- 국회 재정경제위원회 의원
- 국회 법제사법위원회 의원
- 국회 예산결산특별위원회 의원
- 통합민주당 원내대표

경실련 정치개혁위원회는 평균 발의 건수 18.45건을 넘긴 의원 110명 중 가결률 37%를 기록하며 19건 중 7건을 가결시킨 김종률(대통합민주신당), 서갑원(대통합민주신당)이 1위를 기록했다고 발표했다.

### 18대
- 2008년 5월 ~ 2009년 9월 24일 제18대 민주당 국회의원(충북 음성,진천,괴산,증평)
- 국회 기획재정위원회 민주당 간사
- 민주당 정책위원회 수석부의장
- 국회 규재개혁특별위원회 의원
- BBK 주가조작 의혹사건 진실규명 대책위원
- 용산 철거민 폭력살인진압 진상조사위원회 위원장

2008년 6월 1일 ~ 12월 9일까지의 제출법안, 정책 등의 검사를 거쳐 김종률 의원 외 7명이 최우수의원으로 선정되었다.

#### 국회의원직 상실
김종률 의원은 단국대 교수 겸 법무실장으로 일하던 2003년 서울 용산구 한남동 단국대 부지 개발을 추진하던 시행업체 2곳으로부터 1억원씩의 자문료를 받은 혐의로 2003년 12월, 검찰에 불구속 기소됐다.
2007년 9월 13일 오전 9시 30분, 1심인 서울중앙지법 형사합의23부(재판장 민병훈 부장판사)는 단국대 부지 매각 비리와 관련해 배임수재 혐의로 불구속 기소된 김종률 열린우리당 의원에 대해서 무죄를 선고하였다. 재판부는 '김 의원과 관련자 사이에 부정한 청탁이 있었다고 보기 어렵다'며 김 의원이 받은 돈이 실질적 법률자문료라고 보았다.
그러나 항소심인 서울고등법원 형사11부(이기택 부장판사)는 김 의원에게 단국대 이전사업 사업자 선정 당시 법률자문 명목으로 업체 두 곳으로부터 2억원을 받은 혐의(배임수재)를 인정해 징역형 1년을 선고했다. 재판부는 '단국대 이전사업은 내용과 규모면에서 개교 이래 최대의 사업'이며 '학교시설 이전은 공공성을 띤다'는 전제를 내걸었다. 이어서 '시행사업자 선정과 관련해 S사로부터 1억원을 받은 혐의는 단국대와 신임관계에 있어 부정한 청탁이 있었던 것으로 판단'한다며 일부 유죄 판결을 내렸으나,  다른 시행사 C사로부터 금품을 수수한 혐의에 대해서는 '부정한 청탁이 있었다고 볼 수 없다'며 무죄를 선고했다.
그리고 2009년 9월 24일, 대법원 2부(주심 양승태 대법관)는 단국대 이전사업과 관련해 부정한 청탁과 함께 억대의 돈을 받은 혐의(배임수재)로 기소된 김 의원에게 징역 1년을 선고한 원심을 확정함으로써 국회의원직을 상실하게 되었다. 재판부는 "피고인이 시행사로 참여하려는 S사와 사업약정이 성사될 경우 성공보수를 받기로 한 것은 묵시적 청탁으로 볼 수 있고 경쟁사의 사업약정서안을 S사에 제공하는 등 행위를 한 점에 비춰 받은 돈은 부정한 청탁의 대가에 해당한다"고 밝혔다.

## 사망
2013년 8월 11일 김 전 의원은 줄기세포 연구로 주목받은 바이오 벤처기업 알앤엘바이오로부터 부실회계를 눈감아 주는 대가로 5억 원을 받은 혐의(뇌물수수)로 7월 30일 구속된 윤 모 금융감독원 연구위원 건과 관련해 검찰조사를 받았다. 다음날인 8월 12일 자신의 페이스북에 '미안하다'는 글을 남기고 한강에 투신하였고, 8월 13일 서래섬 인근에서 숨진 채 발견되었다.

## 역대 선거 결과
|  | 47.55% |

|  | 38.83% |

## 같이 보기
- 증평군·진천군·괴산군·음성군
- 증평군의 국회의원
- 진천군의 국회의원
- 괴산군의 국회의원
- 음성군의 국회의원